# Danilia eucheliformis
Danilia eucheliformis is een slakkensoort uit de familie van de Chilodontaidae. De wetenschappelijke naam van de soort is voor het eerst geldig gepubliceerd in 1940 door Nomura & Hatai.